# Azzo Passalacqua
Azzo Passalacqua (Morro Reatino, 2 luglio 1885 – Roma, 7 settembre 1967) è stato un generale italiano del Regio Esercito durante la seconda guerra mondiale (difesa della Sicilia), noto per aver partecipato alla difesa di Catania e per aver qui presieduto uno spicciativo tribunale di guerra che condannò a morte un ufficiale della milizia per diserzione.

## Biografia
Azzo Passalacqua nacque nel 1885 in provincia di Rieti, da Anastasio. Frequentò l'Accademia militare di Modena nel biennio 1908/07, da dove uscì con il grado di sottotenente dell'arma di fanteria, venendo assegnato al 2º reggimento bersaglieri.
Partecipò alla grande guerra con grandi riconoscimenti, raggiungendo il grado di maggiore.
Dal 16 giugno 1934, Passalacqua fu promosso colonnello e verrà assegnato al comando della 21ª divisione Granatieri di Sardegna a Roma. Allo scoppio della seconda guerra mondiale ebbe vari comandi di settore costiero di brigata: il 4° in Sardegna dal 1º aprile al 31 luglio 1941 e l'8° in Sicilia dal 1º agosto al 14 novembre 1941. Dal 15 novembre passò al comando del XII corpo d'armata di Palermo. Il 1º dicembre 1941, a domanda, transitò nella riserva e promosso generale di brigata, fu assegnato, quale comandante, alla difesa del porto di Catania (denominato E) dal 16 aprile 1942. Con decreto del 18 settembre seguente fu nominato Commendatore dell'Ordine della Corona d'Italia.
Dopo lo sbarco alleato in Sicilia, il 10 luglio 1943, l'area orientale dell'isola, con punto focale Catania ed il suo porto, furono oggetto di un'importante battaglia per il loro possesso da parte inglese, già dai primi giorni. In questo contesto, il 14 luglio, in zone adiacenti a Catania, presso il fiume Simeto e la località Plaja, la 483ª batteria della Milmart, agli ordini del capomanipolo MVSN (corrispondente al grado di tenente) Giuseppe Catanzaro (circa venti uomini), ricevette l'ordine (apocrifo) di distruggere i pezzi e ritirarsi verso Messina. Ordine però regolarmente ricevuto e trasmesso dai superiori gerarchici di Catanzaro, il seniore (maggiore) Bonazzi ed il centurione (capitano) Corsi.
Nei pressi di Capomulini, però, Catanzaro fu fermato da un posto di blocco dei CCRR, arrestato per il reato di diserzione e tradotto a Sant'Agata li Battiati. Al cospetto del generale Passalacqua, comandante del porto di Catania e competente su tutte le forze di difesa, venne disposto subito un processo nella villa dei marchesi di Sangiuliano nei confronti del Catanzaro per il 15 luglio. Avendo negato tutto i suoi superiori, Catanzaro, ingegnere 42enne di Acireale, venne dichiarato colpevole e condannato alla fucilazione alla schiena. Esecuzione immediata in piazza Barriera del Bosco a Sant'Agata da un plotone di CCRR.
Nel dopoguerra, Catanzaro venne riabilitato ed assolto in Corte di Cassazione con sentenza del 18 marzo 1955, con relativo risarcimento da parte del Ministero della Difesa ai familiari, la vedova signora Maria Catania e i figli, Domenico e Cleide.
Nel corso della battaglia di Catania poi, Passalacqua, fu chiamato telefonicamente più volte da Mussolini in persona (sino al 22 luglio), preoccupato per i rinforzi, promessi, mai arrivati sul posto.